# 토요영화 KBS 프리미어
《토요영화 KBS 프리미어》는 대한민국의 KBS 2TV에서 제작, 토요일 아침 시간대에 방송되었던 영화 프로그램이다.

## 방송 시작 시간
- 2007년 11월 10일 ~ 2008년 3월 29일: 토요일 밤 12시 45분
- 2008년 4월 5일 ~ 2008년 4월 19일: 토요일 밤 11시 25분
- 2008년 4월 26일 ~ 2008년 7월 19일: 토요일 밤 12시 25분
- 2008년 7월 26일 ~ 2008년 11월 22일: 토요일 밤 12시 35분

## 방영 목록(2007)
| 회차 | 방송일    | 제목 (원제)   | 방송시간                       | 비고 |
| ---- | --------- | ------------- | ------------------------------ | ---- |
|      | 11월 10일 | 블라인드 가이 | 토요일 밤 12:45 ~ 2:35 (110분) |      |
|      | 11월 17일 | 낫싱엘스      | 토요일 밤 12:45 ~ 2:35 (110분) |      |
|      | 11월 24일 | 쿵푸 프리즌   | 토요일 밤 12:45 ~ 2:50 (110분) |      |
|      | 12월 1일  | 컬링 러브     | 토요일 밤 12:45 ~ 2:40 (115분) |      |
|      | 12월 8일  | 데니스 피     | 토요일 밤 12:45 ~ 2:40 (115분) |      |
|      | 12월 15일 | 굿바이 만델라 | 토요일 밤 12:45 ~ 2:40 (115분) |      |
|      | 12월 22일 | 친밀한 적     | 토요일 밤 12:45 ~ 2:40 (125분) |      |

## 방영 목록(2008)
| 회차 | 방송일    | 제목 (원제)                           | 방송시간                       | 비고 |
| ---- | --------- | ------------------------------------- | ------------------------------ | ---- |
|      | 1월 5일   | 드러머                                | 토요일 밤 12:45 ~ 2:45 (120분) |      |
|      | 1월 12일  | 셰리 베이비                           | 토요일 밤 12:45 ~ 2:35 (110분) |      |
|      | 1월 19일  | 섹슈얼 프렌즈                         | 토요일 밤 12:45 ~ 2:35 (110분) |      |
|      | 1월 26일  | 부모님이 휴가 가던 해                 | 토요일 밤 12:45 ~ 2:35 (110분) |      |
|      | 2월 2일   | 죽음의 씨앗                           | 토요일 밤 12:45 ~ 2:45 (120분) |      |
|      | 2월 16일  | 킹 오브 소로                          | 토요일 밤 12:45 ~ 2:35 (110분) |      |
|      | 2월 23일  | 다크블루                              | 토요일 밤 12:50 ~ 2:40 (110분) |      |
|      | 3월 1일   | 밀양                                  | 토요일 밤 23:25 ~ 2:40 (140분) |      |
|      | 3월 8일   | 이대근, 이댁은                        | 토요일 밤 12:45 ~ 2:35 (110분) |      |
|      | 3월 15일  | 열세살, 수아                          | 토요일 밤 12:45 ~ 2:35 (110분) |      |
|      | 3월 22일  | 우리에게 내일은 없다                  | 토요일 밤 12:45 ~ 2:35 (110분) |      |
|      | 3월 29일  | 영광의 아이들                         | 토요일 밤 12:45 ~ 2:48 (123분) |      |
|      | 4월 5일   | 스타워즈 에피소드 1: 보이지 않는 위험 | 토요일 밤 23:25 ~ 1:55 (150분) |      |
|      | 4월 12일  | 스타워즈 에피소드 2: 클론의 습격      | 토요일 밤 23:25 ~ 2:00 (155분) |      |
|      | 4월 19일  | 스타워즈 에피소드 4: 새로운 희망      | 토요일 밤 23:25 ~ 1:35 (130분) |      |
|      | 4월 26일  | 스타워즈 에피소드 5: 제국의 역습      | 토요일 밤 12:25 ~ 2:35 (130분) |      |
|      | 5월 3일   | 스타워즈 에피소드 6: 제다이의 귀환    | 토요일 밤 12:25 ~ 2:35 (130분) |      |
|      | 5월 10일  | 보이즈 게임                           | 토요일 밤 12:25 ~ 2:15 (110분) |      |
|      | 5월 17일  | 섀도우                                | 토요일 밤 12:25 ~ 2:15 (110분) |      |
|      | 5월 24일  | 12명의 배심원                         | 토요일 밤 12:25 ~ 2:58 (153분) |      |
|      | 5월 31일  | 블라인드                              | 토요일 밤 12:25 ~ 2:10 (105분) |      |
|      | 6월 7일   | 그날 하루                             | 토요일 밤 12:25 ~ 2:00 (95분)  |      |
|      | 6월 14일  | 러브 체인지                           | 토요일 밤 1:00 ~ 2:50 (110분)  |      |
|      | 6월 21일  | 나의 인생, 나의 기타                  | 토요일 밤 12:25 ~ 2:15 (110분) |      |
|      | 6월 28일  | 에스토마고                            | 토요일 밤 12:25 ~ 2:25 (120분) |      |
|      | 7월 5일   | 재회                                  | 토요일 밤 12:25 ~ 2:25 (120분) |      |
|      | 7월 12일  | 파이터                                | 토요일 밤 12:25 ~ 2:15 (110분) |      |
|      | 7월 19일  | 묵시록 코드                           | 토요일 밤 12:25 ~ 2:15 (110분) |      |
|      | 7월 26일  | 원초적 본능 2                         | 토요일 밤 12:35 ~ 2:30 (115분) |      |
|      | 8월 2일   | 효자동 이발사                         | 토요일 밤 12:35 ~ 2:35 (120분) |      |
|      | 8월 9일   | 사랑니                                | 토요일 밤 1:25 ~ 3:30 (125분)  |      |
|      | 8월 16일  | 아파트                                | 토요일 밤 1:25 ~ 3:30 (120분)  |      |
|      | 8월 23일  | 셔터                                  | 토요일 밤 1:30 ~ 3:10 (100분)  |      |
|      | 8월 30일  | 엘리트 스쿼드                         | 토요일 밤 12:35 ~ 2:35 (120분) |      |
|      | 9월 6일   | 차마고도                              | 토요일 밤 12:35 ~ 1:50 (75분)  |      |
|      | 9월 20일  | 헌팅 파티                             | 토요일 밤 12:35 ~ 2:30 (115분) |      |
|      | 9월 27일  | 스콜피온                              | 토요일 밤 12:35 ~ 2:30 (115분) |      |
|      | 10월 4일  | 하루, 48시간                          | 토요일 밤 12:35 ~ 2:25 (110분) |      |
|      | 10월 11일 | 블러프                                | 토요일 밤 12:35 ~ 2:25 (110분) |      |
|      | 10월 18일 | 왕과의 하룻밤                         | 토요일 밤 12:35 ~ 2:40 (125분) |      |
|      | 10월 25일 | 블랙 벌룬                             | 토요일 밤 12:35 ~ 2:15 (100분) |      |
|      | 11월 1일  | 스톰 셀                               | 토요일 밤 12:35 ~ 2:10 (95분)  |      |
|      | 11월 15일 | 마크 오브 엔젤                        | 토요일 밤 12:35 ~ 2:25 (110분) |      |
|      | 11월 22일 | 도로시                                | 토요일 밤 12:35 ~ 2:45 (110분) |      |

## 같이 보기
- 토요명화 (KBS 2TV) - 2007년 11월 4일에 폐지됨, 과거
- 명화극장 (KBS 1TV) - 2014년 12월 27일에 폐지됨, 과거
- 독립영화관 (KBS 1TV) - 현재
- 위성극장 (KBS 위성 2TV) - 2002년 2월 24일에 폐지됨, 과거
- MBC 주말의 명화 (MBC TV) - 2010년 10월 30일에 폐지됨, 과거
- MBC 일요심야극장 (MBC TV) - 2004년 5월 2일에 폐지됨, 과거
- MBC 금요영화천국 (MBC TV) - 2007년 5월 18일에 폐지됨, 과거
- MBC 일요영화특선 (MBC TV) - 2007년 9월 16일에 폐지됨, 과거, 2025년 7월 27일에 다시 부활됨
- 영화특급 (SBS) - 2011년 1월 2일에 폐지됨, 과거
- 시네클럽 (SBS) - 2008년 4월 28일에 폐지됨, 과거, 2025년 9월 5일에 다시 부활됨
- 수요극장 (EBS TV) - 2014년 9월 10일에 폐지됨, 과거
- EBS 금요극장 (EBS TV) - 2013년 8월 23일에 폐지되었다가 2017년 3월 3일에 부활했다가 2019년 8월 16일에 다시 폐지됨, 과거
- OBS 금요시네마 (OBS 경인TV) - 2014년 10월 3일에 폐지됨, 과거
- OBS 토요시네마 (OBS 경인TV) - 2014년 10월 4일에 폐지됨, 과거
- OBS 일요시네마 (OBS 경인TV) - 2014년 10월 5일에 폐지됨, 과거
- 고전영화극장 (EBS TV) - 2017년 2월 24일에 폐지됨, 과거
- KTV 시네마 (KTV) - 현재
- 한국영화 걸작선 (국회방송) - 현재
- NATV 명화극장 (국회방송) - 현재
- 세계의 명화 (EBS TV) - 현재
- 일요시네마 (EBS TV) - 현재
- 한국영화특선 (EBS TV) - 현재
- OBS 시네마 (OBS 경인TV) - 현재
- 목요시네마 (iTV 인천방송) - 1999년 9월 2일에 폐지됨, 과거
- iTV 한국영화초대석 (iTV 경인방송) - 2003년 4월 5일에 폐지됨, 과거
- iTV 토요시네마 (iTV 경인방송) - 2004년 12월 25일에 폐지됨, 과거
- iTV 일요시네마 (iTV 경인방송) - 2004년 12월 26일에 폐지됨, 과거

| KBS 2TV 토요일 밤·심야 영화 프로그램         | KBS 2TV 토요일 밤·심야 영화 프로그램                        | KBS 2TV 토요일 밤·심야 영화 프로그램 |
| 이전 작품                                    | 작품명                                                      | 다음 작품                            |
| -------------------------------------------- | ----------------------------------------------------------- | ------------------------------------ |
| 토요명화 (1981년 9월 12일 ~ 2007년 11월 3일) | 토요영화 KBS 프리미어 (2007년 11월 10일 ~ 2008년 11월 22일) | -                                    |